# کام ایر
کام ایر یک شرکت هواپیمایی است؛ که مقر اصلی آن در کابل، افغانستان است. این سرویس مسافران داخلی برنامه ریزی شده و خدمات بین المللی منطقه‌ای را اجرا می کند. فرودگاه بین‌المللی کابل به عنوان قطب آن عمل می‌کند.

## تاریخچه
این شرکت هواپیمایی در ٣١ اوت ٢۰۰٣ توسط زمری کامگار تاسیس شد. این اولین شرکت هواپیمایی مسافربری خصوصی در افغانستان بود. اولین پرواز آن در ٨ نوامبر ٢۰۰٣ در مسیری از کابل به هرات و مزاری شریف با استفاده از بوئینگ ٧٢٧ انجام شد. اولین هواپیمای کام ایر به عنوان هزینه تأمین سوخت و غذا توسط ژنرال عبدالرشید دوستم به شبه نظامیان خصوصی دوستم تأمین شد.
قطب شرکت هواپیمایی کام ایر در فرودگاه بین المللی حامد کرزی پیش بند C و "دفتر بلیط فروشی آن در مرکز تجاری کابل طبقه همکف چاراهی حاجی یعقوب کابل، افغانستان" است. زمانی در مرکز تجارت کابل در شهرنو، کابل واقع شده بود، جایی که دفتر فروش بلیط از سال ٢۰١٢ فعالیت می کند. زمری کامگار رئیس و رئیس اجرایی، فرید پیکار معاون ارشد رئیس، تیمور شهاب معاون رئیس و رئیس عملیات پرواز و پرویز کامگر مدیر امور مالی آن هستند.
کام ایر اعلام کرده بود که عملیات سفر به اروپا در اوت ٢۰١۰ آغاز می‌شود، وین برای دریافت خدمات و پس از آن لندن (گاتویک) دریافت می کند. با این حال، طبق گزارش رویترز، ظاهراً هر دو مسیر توسط مقامات انگلیس و اتریش به دلیل مسائل ایمنی هواپیما لغو شده اند. از تاریخ ٢۴ نوامبر ٢۰١۰، به دلیل سابقه ضعیف ایمنی هواپیمایی غیرنظامی این کشور، پرواز همه حامل‌های افغان از پرواز به اتحادیه اروپا ممنوع شد.
در سال ٢۰١٧، این شرکت یک هواپیمای مسافربری ٧٣٧ را با یک خدمه ٣۰ عضوی از اسلواکی اجاره کرد، اما بعد از اینکه شرکت لیزینگ مسائل مربوط به ایمنی در افغانستان را مطرح کرد، قرارداد فسخ شد. از ژانویه ٢۰١٨، کام ایر ٩۰ درصد پروازهای داخلی را در افغانستان انجام داد و یکی از بزرگترین مودیان این کشور بود. از آوریل ٢۰١٧ ، این شرکت هواپیمایی قصد داشت شبکه مسیرهای خود را به تورنتو، وین، مادرید، مونیخ، لس آنجلس، شانگهای، بمبئی، کیپ تاون، هانگژو، هت یای، کوالالامپور، واشنگتن دی سی، جده، جاکارتا , کیف, سانفرانسیسکو، مسکو و فرانکفورت گسترش دهد. با این حال از ١٧ اوت ٢۰١٧ جزئیات این گسترش برنامه‌ریزی شده از وب سایت آنها حذف شده است.

## موافقت نامه های اشتراک کد
کام ایر با کد خطوط هوایی زیر دارای کدخبر است:
- ایر عربیا
- مالزی ایرلاینز

## ناوگان

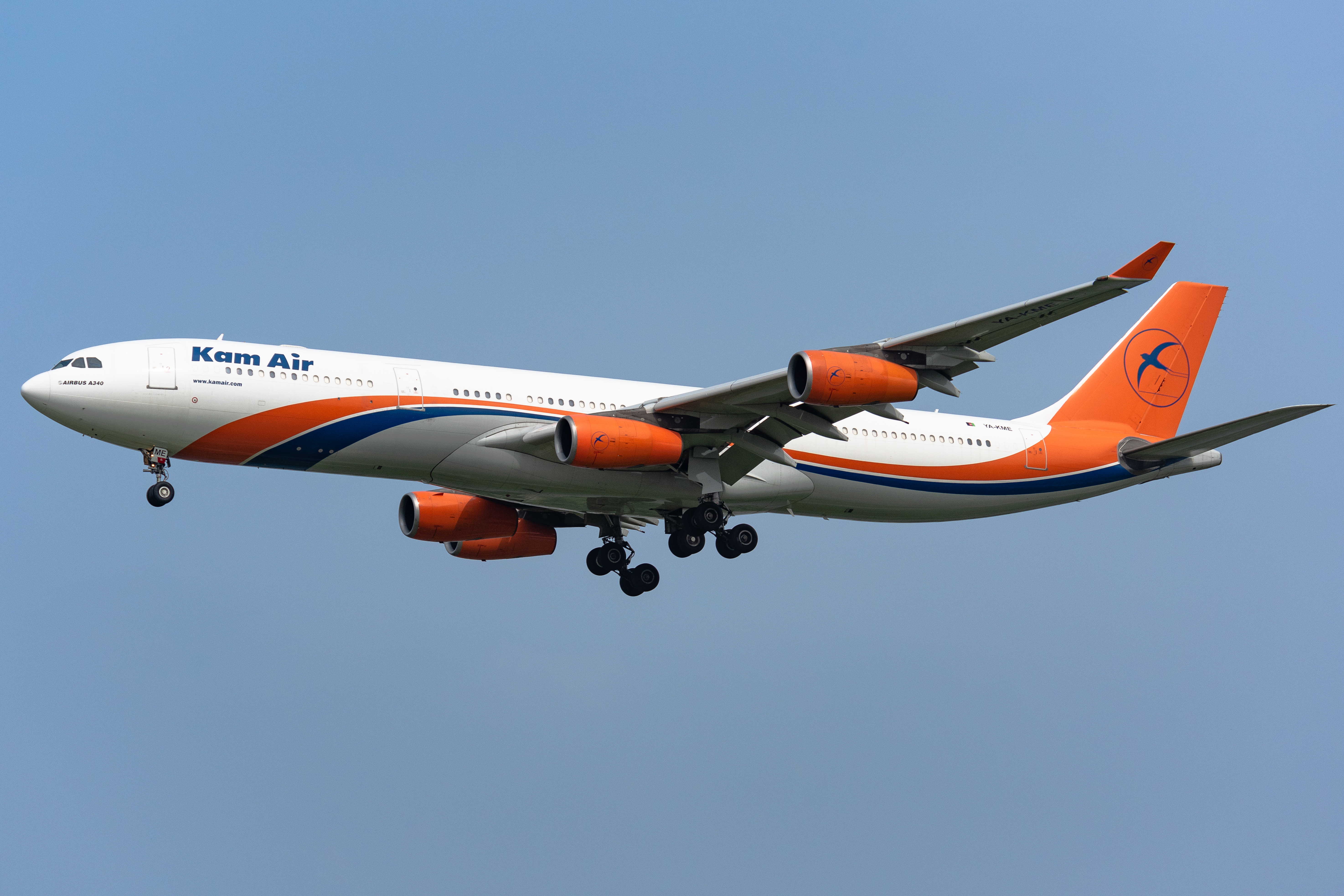
یک ایرباس ای٣۴۰ کام ایر در فرودگاه بین المللی پکن

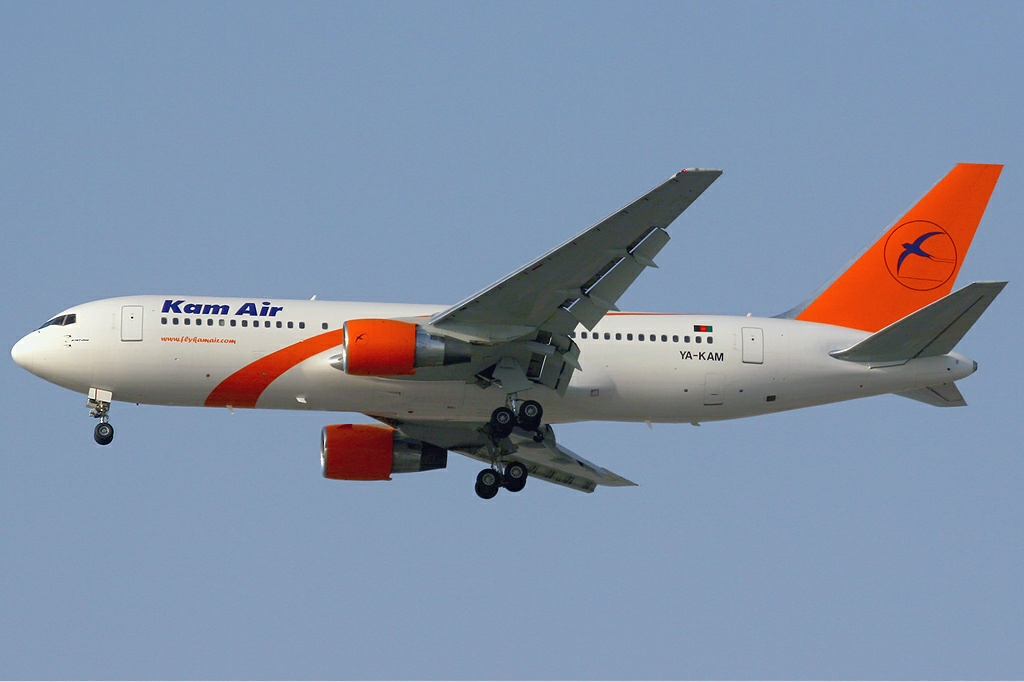
در آوریل ٢۰١٨, کام ایر آخرین راه انداز بوئینگ ٧۶٧-٢۰۰ بود این هواپیما37سال سن دارد

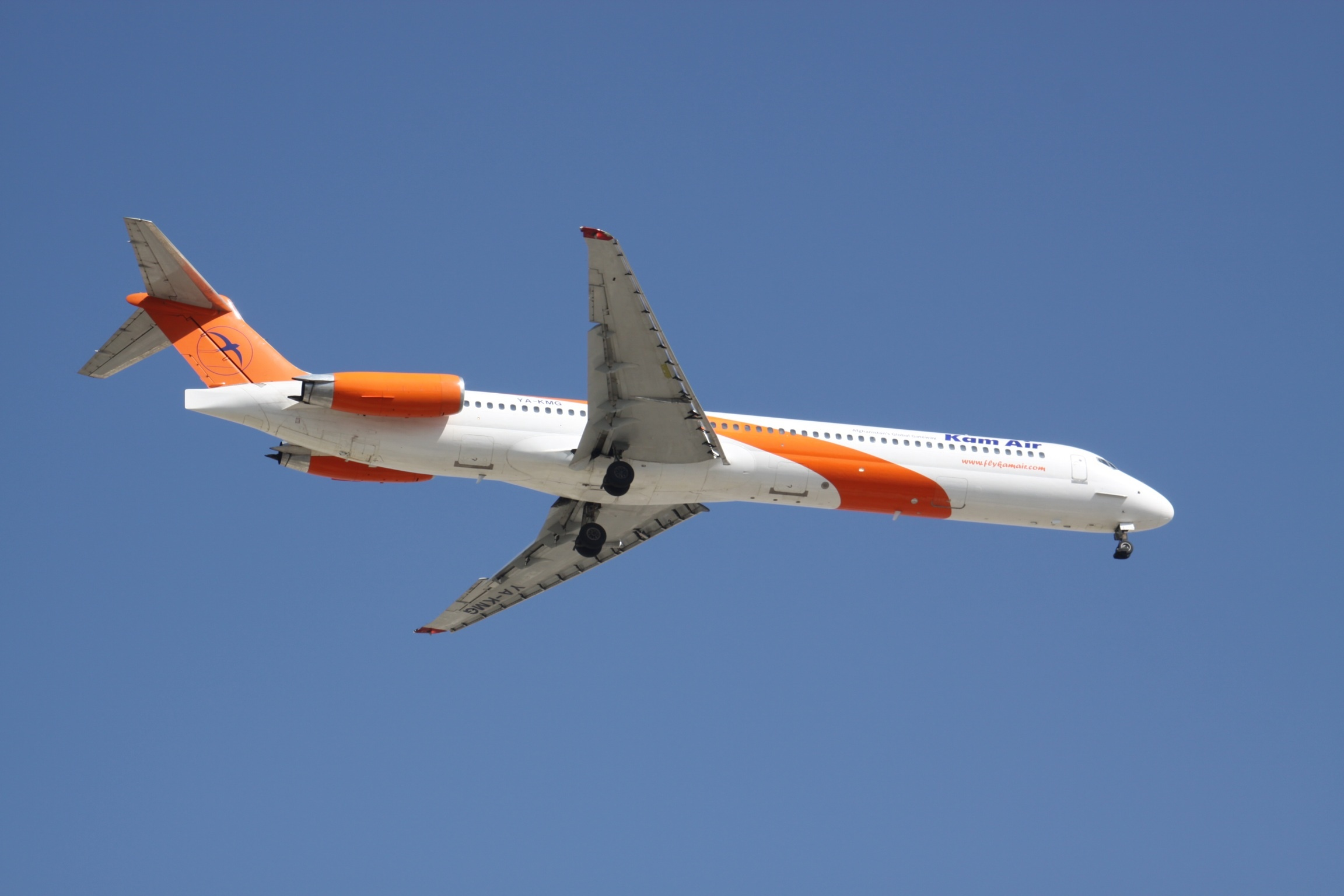
یک مک دانل داگلاس ام دی- کام ایر در فرودگاه بین المللی دبی

از اگوست سال 2021، کام ایر هواپیمای های زیر را در ناوگان خود دارد:
| هواپیما        | در خدمت | Orders | گنجایش مسافر | گنجایش مسافر | گنجایش مسافر | یادداشت                                                                              |
| هواپیما        | در خدمت | Orders | C            | Y            | Total        | یادداشت                                                                              |
| -------------- | ------- | ------ | ------------ | ------------ | ------------ | ------------------------------------------------------------------------------------ |
| ایرباس ای ٣۴۰  | 5       |        | —            | ٣۴۳          | ٣۴۳          | دو فروند به ریجستر YA-KMH و YA-KMU در فرودگاه مشهد استور شده اند(به علت هجوم طالبان) |
| بویینگ767      | 2       |        | -            | 218          | 218          |                                                                                      |
| بویینگ300-737  | 6       | —      | —            | ١۴٩          | ١۴٩          | دو فروند آنها برای مدتی در اکراین نگه داری خواهند شد(به علت هجوم طالبان)             |
| بوئینگ ٧٣٧-٥۰۰ | 1       | —      | —            | ١٢۶          | ١٢۶          |                                                                                      |
| مجموع          | 14      |        |              |              |              |                                                                                      |

### ناوگان قبلی
این شرکت هواپیمایی قبلاً با هواپیما های زیر کار می کرد:
| هواپیما               | بازنشستگی   | توضیحات                                                              |
| --------------------- | ----------- | -------------------------------------------------------------------- |
| مک دانل داگلاس MD-٨١۴ | مارس ۲۰۲۴   | به هواپیمایی کیش فروخته شد.                                          |
| ایرباس ای۳۲۰-۲۰۰      | ژوئن ۲۰۱۴   | یک فروند به هواپیمایی آسمان و یک فروند به هواپیمایی بحرین فروخته شد. |
| ای تی آر ۴۲           | مارس ۲۰۲۱   |                                                                      |
| بوئینگ ۷۳۷-۲۰۰        | ژانویه ۲۰۱۰ |                                                                      |
| بوئینگ ۷۳۷-۴۰۰        | فوریه ۲۰۲۰  |                                                                      |
| بوئینگ ۷۳۷-۸۰۰        | دسامبر ۲۰۱۷ |                                                                      |
| بوئینگ ۷۴۷-۲۰۰اف      | دسامبر ۲۰۱۵ | به هواپیمایی فارس قشم فروخته شد.                                     |
| [بوئینگ ۷۶۷-۲۰۰       | اکتبر ۲۰۱۷  |                                                                      |
| [بوئینگ ۷۶۷-۳۰۰       | جولای ۲۰۲۱  |                                                                      |
| فوکر ۱۰۰              | دسامبر ۲۰۱۶ | به هواپیمایی بک ایر فروخته شد.                                       |

## تصادفات و حوادث
در تاریخ ٣ فوریه ٢۰۰٥، پرواز هوایی ٩۰۴ کام ایر، بوئینگ ٧٣٧-٢۰۰ که توسط هواپیمایی فینکس انجام می شد و از فرودگاه بین المللی هرات در غرب افغانستان پرواز می کرد، در نزدیکی فرودگاه بین المللی کابل در هوای نامناسب از صفحه رادار محو شد. ناپدید شدن این هواپیما یک عملیات گسترده جستجو نیروی هوایی افغانستان را برای ٩۶ مسافر و ٨ خدمه در پی داشت. لاشه هواپیما در ٥ فوریه ٢۰۰٥ در کوههای شرق کابل پیدا شد. همه ١۰۴ سرنشین آن کشته شدند.
در تاریخ ٩ اوت ٢۰۰٩، یک هواپیمای کام ایر به مقصد فرودگاه بین المللی اورومچی دیوپو، از چین اجازه فرود نگرفت و به فرودگاه بین المللی قندهار، در جنوب افغانستان منتقل شد، زیرا پیش از این تهدید به بمب شده بود.
در ١١ اوت ٢۰١۰، داگلاس دی سی-٨-۶٣اف وای اِ-وی آی سی هنگام برخاستن از فرودگاه مانستون، انگلستان دچار حمله شد و چراغ نزدیک را از بین برد. این هواپیما از طریق جزایر کیپ ورد پرواز بین المللی باری را به بوینس آیرس آرژانتین انجام می داد. این حادثه به دلیل اضافه وزن ٢٥,٧۰۰ پوندی (١١٧۰۰ کیلوگرمی) هواپیما به دلیل بار اضافی سوخت و تخمین غلظت محموله رخ داده است. پس از اطلاع از این اتفاق ناخوشایند، خدمه به کیپ ورد ادامه دادند. بازرس آنجا حمله را تأیید کرد، اگرچه تجزیه و تحلیل شاخص ضربه نشان داد که هواپیما هنوز ایمن نیست. این حادثه توسط شعبه رسیدگی به حوادث هوایی، که توصیه های مختلف ایمنی را ارائه داده بود، مورد بررسی قرار گرفت. متعاقباً فعالیت کام ایر در اتحادیه اروپا ممنوع شد. سه خدمه درگیر نیز اخراج شدند و کام ایر اعلام کرد که دو دستگاه DC-8 خود را از سرویس خارج خواهد کرد.
در ژانویه ٢۰١٨، کام ایر گزارش داد که ٩ نفر از کارکنان در حمله طالبان به هتلی در کابل کشته شدند - هفت کارمند اوکراینی و دو کارمند هوایی کام از ونزوئلا بودند. كام ایر 50 اتاق برای كارمندان خارجی خود در هتل اجاره كرده بود، كه به عنوان یكی از "كادر های محافظت شده" در كابل توصیف شده است. پنج نفر آن خلبان و چهار نفر دیگر خدمه بودند.  پس از آن، بیش از ٥۰ کارگر خارجی این شرکت هواپیمایی, کشور را ترک کردند و تا ٢۶ ژانویه، ٥ هواپیما از ٩ هواپیمای آن به دلیل کمبود نیرو بیکار ماندند. که تعداد زیادی از پروازهای روزانه نیز به همین دلیل لغو می شد

## مقصدهای پروازی

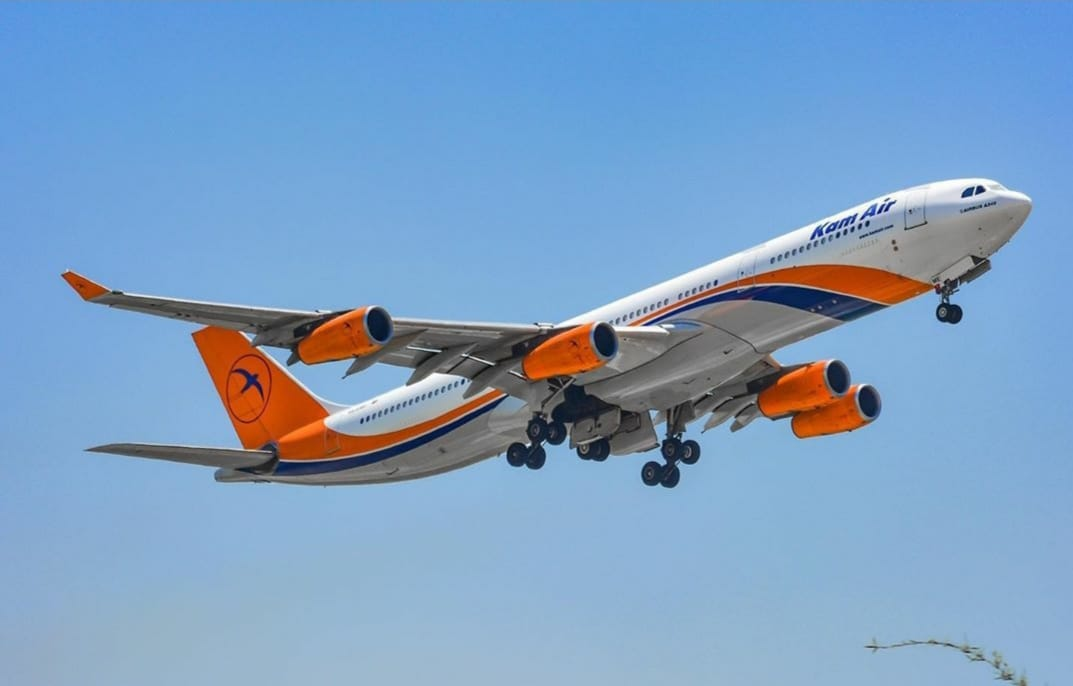
کام ایر ۳۴۰ در فرودگاه بین‌المللی کومودورو ارتورو مرینو بنیتز سانتیاگو

پروازهای نخستی این شرکت، فقط میان شهرهای کابل، هرات و مزارشریف افغانستان انجام می‌شد.
این شرکت به تدریج دامنه فعالیت خود را گسترش داد و اکنون افزون بر شهرهای بزرگ افغانستان، به شهرهای دهلی نو در هند، آلماآتی در قزاقستان و مشهد در ایران پرواز دارد.
استانبول در حال حاضر تنها مقصد اروپایی شرکت هواپیمایی کام ایر است. مسئولان شرکت امیدوارند که به زودی، پرواز به دیگر شهرهای اروپا را نیز آغاز کنند.
از سپتامبر ٢۰١٩، کام ایر در مجموع به ١٥ مقصد از جمله ٧ مقصد داخلی و ٨ مقصد بین المللی در ٨ کشور پرواز می کند.:
افغانستان
- لشکرگاه – فرودگاه بوست
- کابل – میدان هوایی بین‌المللی حامد کرزی (قطب)
- قندهار – فرودگاه بین‌المللی قندهار
- هرات – میدان هوایی بین‌المللی هرات
- مزار شریف – میدان هوایی مزار شریف
- ترین‌کوت – فرودگاه ترین‌کوت
- فیروزکوه - فرودگاه چغچران
- ولایت فراه - فرودگاه فراه
- فیض‌آباد - فرودگاه فیض‌آباد
- شرن -فرودگاه شرن
- زرنج - فرودگاه زرنج
- ولایت بامیان -فرودگاه بامیان

ایران
- فرودگاه بین‌المللی امام خمینی
- فرودگاه بین‌المللی شهید هاشمی‌نژاد مشهد

هند
- دهلی – فرودگاه بین‌المللی ایندیرا گاندی

پاکستان
- اسلام‌آباد – فرودگاه بین‌المللی بینظیر بوتو

تاجیکستان
- دوشنبه (تاجیکستان) – فرودگاه بین‌المللی دوشنبه آمریکا فرودگاه جان افکندی